# Московія

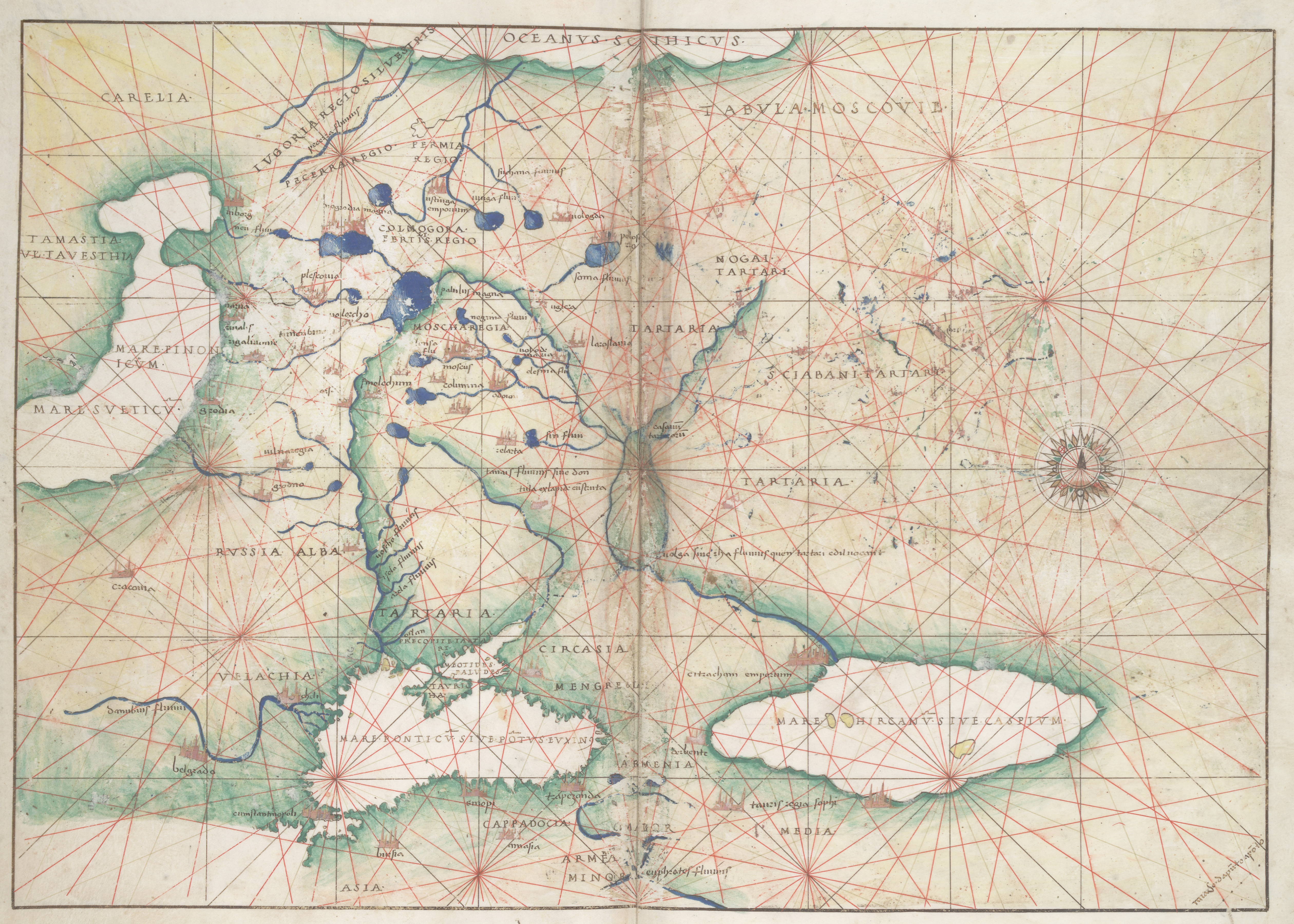
Портолан Басейну Чорного моря (Біла Русь, Татарія та Московія). Баттіста Агнесе, 1550

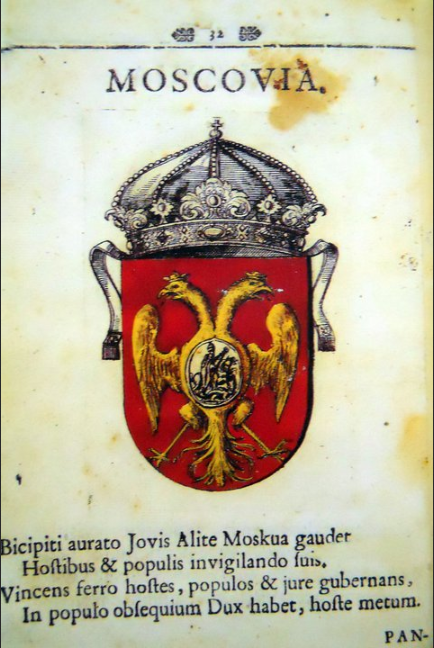
Герб Московії, «Стематографія», 1702

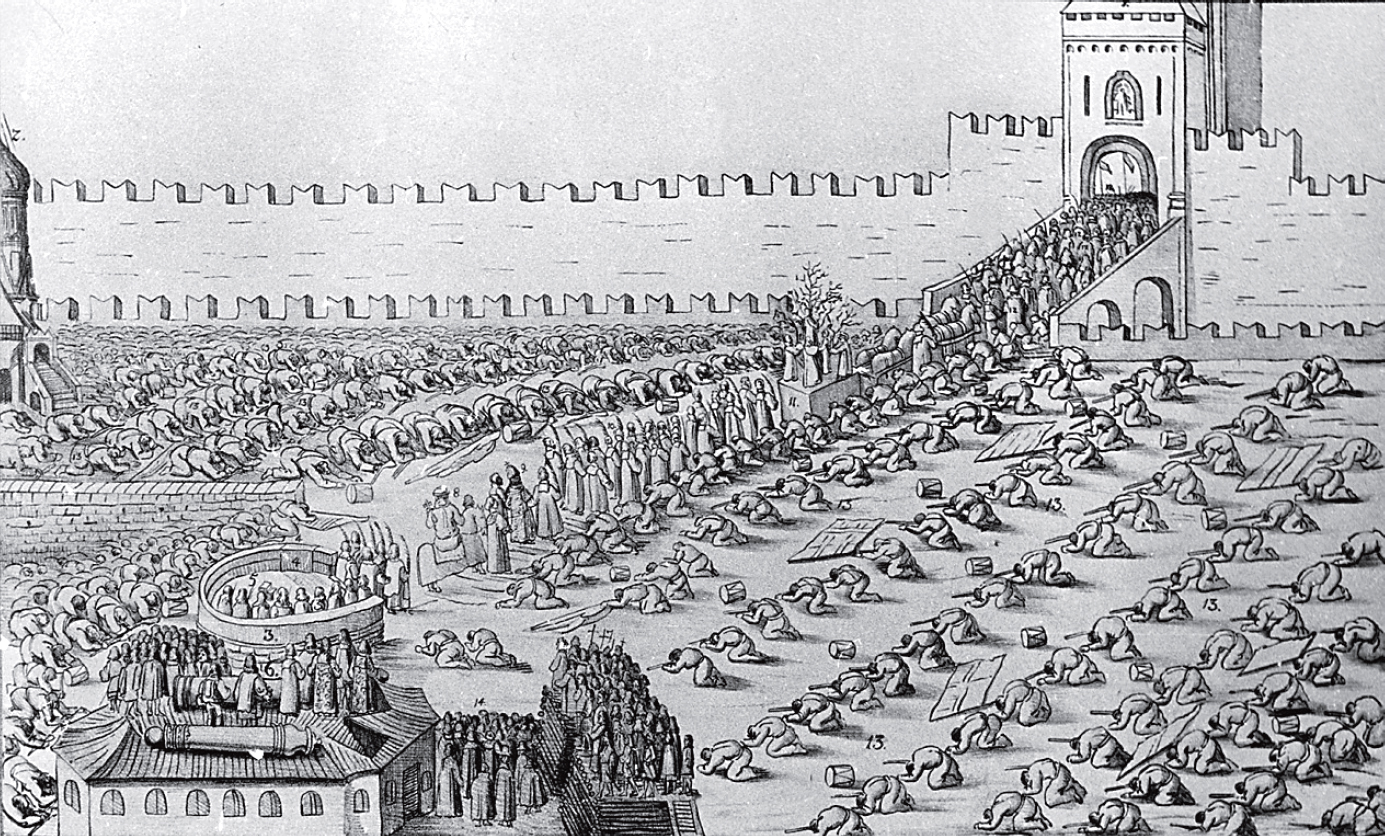
Малюнок з альбому Меєрберга, австрійського посла в Московській державі. «Святкування Вербної неділі, в Московії, що відбулось 1654 року». Зображений Кремль, цар веде коня, на якому сидить патріарх православної церкви, по обидва боки ходи лежать ниць московські стрільці.

Моско́вія (лат. Moscovia, англ. Muscovy, рос. Московия, рос. Московское государство) — широковживана та поширена назва Росії щодо Московського князівства (1263—1547) та Московського царства (1547 — 1721). Походить від столиці — Москви. Уживали в більшості європейських мов і деяких азійських мовах Нового часу. До реформ Петра I (1696—1725) в російській (московській) політичній термінології широко вживались старомосковське поняття «Московське государство» або «Московське царство», після реформ — «Росія» і латинське «імперія». Фігурує на багатьох історичних картах XVI—XIX ст., які виготовляли в Європі. В українській мові широко уживали термін Москівщи́на і Моско́вщина, подібно до «Німеччина», «Словаччина», «Туреччина», «Угорщина». Відповідно населення до 1725 цілком логічно називали «московити» або «москвини».
На думку українського історика XIX століття Миколи Костомарова, активне вживання назви Московія в XIX століття походить від невизнання за Московією і її царями права на назву Русь, якою називали землі Старої, Святої, Середньовічної Русі з центром у Києві і Малої Русі з центром у Галицькій митрополії, в тому числі землі Польської і Литовської Русі, сучасних України та Білорусі, правителями яких вважалися королі Речі Посполитої. Цю назву й дотепер уживають як в московській так і в західній, зокрема історичній, літературі.

## Історія

### Створення та існування

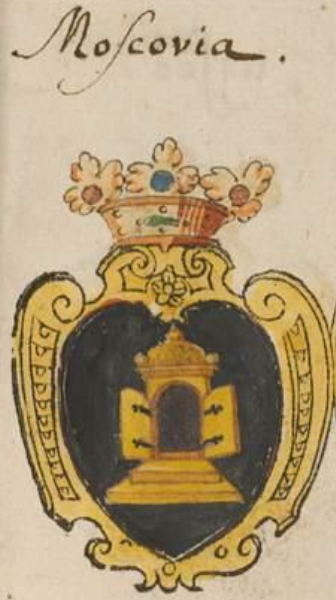
Герб Московії з німецької «Великої книги гербів, що містить герби німецьких імператорів, європейських королівських і князівських дворів…», 1583—1700 роки

Як зазначав Микола Карамзін, від Балтійського моря до глибин європейської півночі на схід до Сибіру, Уралу та Волги жили фіно-угорські племена (він їх звав просто фінами). Невідомо, коли саме вони оселилися на цих землях, але, як зазначив Карамзін, «не було ніякого народу більш давнього на цих землях. Цей народ ніколи не відбирав чужих земель, але завжди поступався своїми».
Давня історія скандинавських народів (данців, норвежців, шведів) часто згадує про дві країни фінські, вільні та незалежні: Кіріаландію, що простягалася від Фінської затоки до Білого моря та охоплювала сучасні М. Карамзіну Олонецьку й частину Архангельської губернії, та Біармію, що охоплювала простір від Північної Двіни й Білого моря до річки Печори. «Ім'я нашої Пермі є одне із іменем давньої Біармії, котру складали Архангельська, Вологодська, Вятська і Пермська губернії».

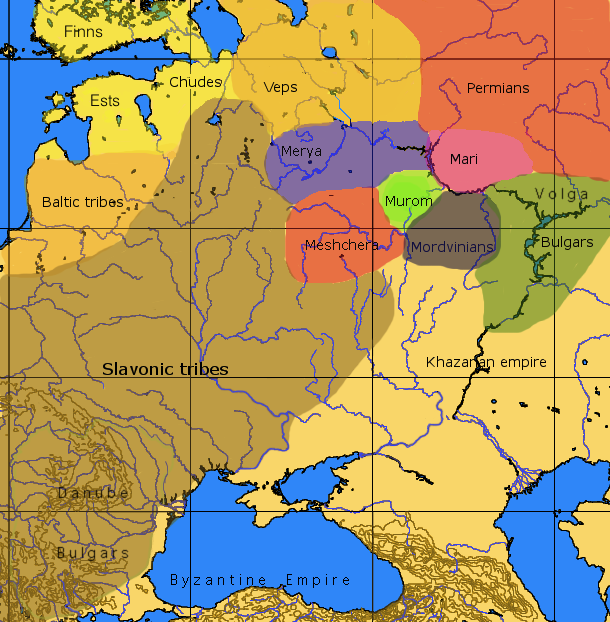
Карта угрофінських етносів до приходу Ю.Довгорукого

Московія ж виросла із уділу Юрія Долгорукого — «Суздальського Залісся», або ж Володимиро-Суздальського князівства, розташованого у басейні р. Оки, верхньої течії Волги та її приток — Шексни і Костроми. Головними містами Суздальського Залісся були — Суздаль, Ростов, Владимир. Найдавнішими жителями цього краю були фінно-угорські племена, частина яких була пізніше підкорена боярами Ю. Довгорукого.
Український історик Н. Д. Полонська-Василенко стверджувала, що «На території віддаленій від центру держави українців — Київської Русі, — на базі не те що неукраїнського, а й навіть неслов'янського народу у XII ст. було закладено підвалини державної організації, що поволі почала перебирати на себе не лише керівну роль в історії України, але й претендувати на її історичну спадщину і навіть на ім'я Русь, хоча жодних прав не мала ні на ту спадщину, ні на ім'я Русь».
Ось що про предків росіян (великоросів) писав російський історик Василь Ключевський: «Перші удільні князівства, на які, починаючи з XII століття, розпалася Київська Русь, також не були етнічно однорідними. На північному сході Руси в результаті підкорення фінських племен тоді формувалася нова етнічна група, яку у XIX століття іменували великоросами».

| Великороси — термін, штучно введений у 19 столітті [24]. Оригінальний текст (рос.) …великороссы — термин, искусственно введенный в 19 в. |
| Від половини XV до другого десятиліття XVII ст. головна маса російського населення з області Верхньої Волги розтікається на південь і схід по донському і середньоволзькому чорнозему, утворюючи особливу гілку народу — Великоросію, яка разом з населенням поширюється за межі Верхнього Поволжя. Але, розпливаючись географічно, великоросійське плем'я вперше з'єднується в одне політичне ціле під владою московського государя, який править своєю державою за допомогою боярської аристократії, що утворилася з колишніх удільних князів та удільних бояр. Отже, панівний політичний факт періоду — державне об'єднання Великоросії [25]. Оригінальний текст (рос.) С половины XV до второго десятилетия XVII в. главная масса русского населения из области Верхней Волги растекается на юг и восток по донскому и средневолжскому чернозёму, образуя особую ветвь народа - Великороссию, которая вместе с населением расширяется за пределы Верхнего Поволжья. Но, расплываясь географически, великорусское племя впервые соединяется в одно политическое целое под властью московского государя, который правит своим государством с помощью боярской аристократии, образовавшейся из бывших удельных князей и удельных бояр. Итак, господствующий политический факт периода - государственное объединение Великороссии. |
Протягом XI—XIV століть на північному заході навколо території Новгородських земель виникла величезна, заселена численними неслов'янськими етнічними групами держава. Внутрішнє коло фіномовних племен на півночі — карели, вотяки, іжорці (інгри) і вепси — управлялося безпосередньо з Новгорода, зовнішнє коло підлягало слабкій непрямій данинній владі. Сюди належали фіномовні лаппи на Далекій Півночі й далі на північному сході теж фіномовні зиряни і перм'яки, угромовні остяки і вогули, а також самоїди….

Виникненню Московії у другій половині XIII століття посприяли Менгу-Тимур , Феодора Сартаківна, та Петро Ординський. Першим князем Москви став 16ти річний син Олександр Невський
«…в північно-східних князівствах, поміж якими було й Московське князівство, яке протягом XIV—XV століть почало переростати у провідну державу, руські жили поруч із фіномовними етносами. Врешті більшість автохтонів (мещера, меря, мурома і весь) мовно і релігійно асимілювалися в процесі, що тривав декілька століть, і в XIV столітті вони зникають із джерел. Як самостійний етнос у Московській державі збереглася лише західна мордва на східних притоках Оки, яка була підкорена московськими князями у XIII столітті. З XIV століття на північному сході Москва поширювала свій вплив на зирян і перм'яків, які до того перебували під Новгородським верховенством.»
Населення Московського князівства швидко зростало за рахунок течій колонізаторів: південної, — із земель в'ятичів та Київщини, — і західної — з Полоцької, Новгородської, та Смоленської земель, а також переселенців із Західної Тартарії. Населення, що надходило, змішувалось з фінськими племенами — мерею та муромою, що здавна жили у цих землях. «Альберто Кампензе в листі до папи Климента VII близько 1523—1534 р. писав про московське князівство (Moscovia), що воно заселене різними народами: югри, карельці, печоране, вогуличі, череміси». Основним заняттям туземного населення було бджільництво (бортництво), та лісові промисли (заготівля лика, дігтярство, полювання тощо).
| Що Москва - слово фінське і що майбутня столиця Великоросії була, вживаючи колонізаційні терміни, «укріпленою факторією» у фінській країні, це всі знають, як і те, що околиці Москви були надзвичайно густо заселені ще в доісторичні часи, так що зображати виникнення цього міста як заселення «культурними слов'янами» абсолютно дикого місця можна, тільки ігноруючи всім знову-таки відомі археологічні дані [28]. Оригінальний текст (рос.) Что Москва — слово финское и что будущая столица Великороссии была, употребляя колонизационные термины, «укрепленной факторией» в финской стране, это все знают, как и то, что окрестности Москвы были чрезвычайно густо заселены еще в доисторические времена, так что изображать возникновение этого города как заселение «культурными славянами» совершенно дикого места можно, только игнорируя всем опять–таки известные археологические данные. |
У 1169 році суздальський князь з молодшої гілки роду Мономаховичів (династії суздальських Юр'євичів) — Андрій Боголюбський розорив Київ разом із коаліцією східних князів і проголосив сам себе великим князем Суздальсько-Владимирським, та перестав визнавати зверхність Великого князя Київського, що титулував себе самодержцем всієї Русі. 1223 року великі суздальські князі та їх васали не прийшли на битву Русі з татарами, що відбулась на річці Калка.
Осередком політичної влади та місцем перебування князя було місто Владимир над Клязьмою, або «Владимир Заліський».
Внаслідок татарського завоювання Суздальське Залісся втратило свою єдність і чисельні нащадки Всеволода Велике Гніздо розтягли князівство на окремі «вотчини», що було вигідно і татарському ханові-царю.
Нові господарські явища того часу (зростання чисельності ремісників та міст) призвели до росту внутрішнього ринку. А розвиток торговельних зносин сприяв піднесенню одного з дрібних князівств Суздальської землі. — Московського, що і стало центром майбутнього об'єднання — Московської Держави. Зростання багатства московського князя при'єдналося до вмілого підлабузництва перед ханською владою. Вже скоро це призвело до призначення московського князя Великим князем Московським, керівником інших васальних земель, що знаходились на північному заході Золотої Орди. Москва стала основним центром збору данини для ординських царів.
Московський князь зумів заручитися ідеологічною підтримкою церкви: митрополит переїхав із Владимира над Клязьмою до Москви. 1448 року відбулося призначення Іони Одноушева митрополитом без узгодження з Константинополем. Цей акт призвів до розколу Київської митрополії. Іван III (1440—1505) року остаточно підпорядкував собі церкву, відірвавши московську церкву від світового православ'я.

| Московська держава виникла завдяки татарському ярмові. Московські царі, ще далеко не закінчивши «збирання руської землі», стали збирати землі західного улусу великої монгольської монархії. Москва стала потужною державою лише після завоювання Казані, Астрахані та Сибіру. Російський цар став спадкоємцем монгольського хана. «Повалення татарського ярма» звелося до заміни татарського хана православним царем і до перенесення ханської ставки до Москви. Навіть персонально значний відсоток бояр та інших служивих людей московського царя становили представники татарської знаті. Російська державність в одному зі своїх витоків пішла від татарської, і навряд чи мають рацію ті історики, які закривають очі на цю обставину або намагаються применшити її значення. Але якщо таке ігнорування татарського джерела російської державності виявляється можливим, то, звичайно, тому, що у внутрішньому змісті і в ідеологічному виправданні російської державності яскраво виступають елементи, що не знаходять прямих аналогій у татарській державності: це — православ'я і візантійські традиції. Чудо перетворення татарської державності у російську відбулося завдяки напруженому горінню релігійного почуття, завдяки православно-релігійного підйому, що охопив Росію в епоху татарського ярма. Це релігійне горіння допомогло стародавній Русі облагородити татарську державність, надати їй нового релігійно-етичного характеру і зробити її своєю. Сталося обрусіння і оправославлення татарщини, і московський цар, який опинився носієм цієї нової форми татарської державності, отримав такий релігійно-етичний престиж, що перед ним зблякли і поступилися йому місцем всі інші хани західного улусу. Масовий перехід татарської знаті у православ'я і на службу до московського царя виявився зовнішнім виразом цієї моральної притягальної сили [29]. Оригінальний текст (рос.) Московское государство возникло благодаря татарскому игу. Московские цари, далеко не закончив еще «собирание русской земли», стали собирать земли западного улуса великой монгольской монархии. Москва стала мощным государством лишь после завоевания Казани, Астрахани и Сибири. Русский царь явился наследником монгольского хана. «Свержение татарского ига» свелось к замене татарского хана православным царем и к перенесению ханской ставки в Москву. Даже персонально значительный процент бояр и других служилых людей московского царя составляли представители татарской знати. Русская государственность в одном из своих истоков произошла из татарской, и вряд ли правы те историки, которые закрывают глаза на это обстоятельство или стараются преуменьшить его значение. Но если такое иг-норирование татарского источника русской государственности оказывается возможным, то, конечно, потому что во внутреннем содержании и в идеологическом оправдании русской государственности ярко выступают элементы, не находящие прямых аналогий в татарской государственности: это — православие и византийские традиции. Чудо превращения татарской государственности в русскую осуществилось благодаря напряженному горению религиозного чувства, благодаря православно-религиозному подъему, охватившему Россию в эпоху татарского ига. Это религиозное горение помогло древней Руси облагородить татарскую государственность, придать ей новый религиозно-этический характер и сделать ее своей. Произошло обрусение и оправо-славление татарщины, и московский царь, оказавшийся носителем этой новой формы татарской государственности, получил такой религиозно-этический престиж, что перед ним поблекли и уступили ему это место все остальные ханы западного улуса. Массовый переход татарской знати в православие и на службу к московскому царю явился внешним выражением этой моральной притягательной силы. |
1493 року Іван III Васильович самовільно та безпідставно додав до свого великокнязівського домену приставку — «всія Русі», яка у московських князів не зустрічалася в давніших документах і не визнавалась іншими монархами.
| Десь через десятиліття після вступу на престол Івана III <…> наставники великого князя зрозуміли <…>, що навколо двору й армії їхнього суверена формується нова потужна сила. І <…> вони <…> починають створювати належний імперський стиль. Із ренесансної Італії запросили архітекторів, карбівників монет і, сказати б, консультантів зі стилю. Ці майстри перетворили Москву з провінційного міста на пишну монаршу резиденцію: вони оточили її фортифікаційними спорудами небаченого в Росії масштабу, збудували перший у Москві великий палац, три монументальні церкви та дзвіницю, яка своїм силуетом мала навіювати мандрівникові перше зорове враження нового царственного міста. Ці споруди (хоч і здебільшого перебудовані) навіть тепер створюють рекламно-туристичний образ московського Кремля, й немає сумніву, що вони задумувалися як ретельно виважена маніфестація розуміння новостверджуваною династією своєї суті. Разом вони створюють найважливіший архітектурний ансамбль з усіх, будь-коли споруджених у Московії. В усьому цьому — в церковних і світських будівлях, у назвах та присвятах церков, у написах чи літописних згадках про спорудження — майже немає натяку чи бодай алюзій київської спадщини. Храми, маючи якісь деталі італійського ренесансу, загалом взоруються на російські верхньоволзькі міста, як-от Владимир і Суздаль, але не на Київ. Нема тут ні Десятинної церкви, ні Борисоглібської, ні навіть Святої Софії (як у Новгороді та Полоцьку) — попри те, що Іванову другу дружину, котра вочевидь доклала багато зусиль до створення нового образу столиці, мала ім’я Софія (Зоя). Що ж до брам московського Кремля, то не тільки жодну з них не було названо на честь знаменитих київських (особливо Золотих Воріт), а й напис на головній із них зроблено не кирилицею, а латиною! [30] Так само й у збудованій через п’ятдесят років «знаковій» національній церкві середини XVI ст. — так званому соборі Василія Блаженного (насправді ж головний вівтар у цьому комплексі храмів присвячено Покрову Богородиці) — бачимо повну відсутність будь-яких посилань на київську символіку чи пантеон святих. Можливостей для найменувань тут було дуже багато — однак усі каплиці названо на честь або північноруських святих, або ж визначних битв у Казанській кампанії 1552 року. Ще через сто років Борис Годунов згідно зі своїм грандіозним планом оновлення столиці частково перебудував Кремль і надбудував дзвіницю, і знову ця ж сама разюча відсутність київських ремінісценцій. Ці люди про Київ навіть і не думали.[31]. |
Московські князі підсилювали свою владу та розширювали свої володіння — силою, підкупом та знищення місцевої еліти. За рахунок загарбань зростала політична могутність князівства. Міжусобні війни, занепад та деградація Золотої Орди у 14 столітті призвів до вакууму влади, чим скористалися московські князі для захоплення влади на більшості територій Золотої Орди, підкоривши роздрібнені золотоординські царства. 1572 року військам Івана Грозного вдалося подолати армію кримського хана Девлет-Гірея, який вважав себе правонаступником імперії Чингісхана і позбутись його зверхності та утвердитись у царському титулі. Тим не менше васальна данина Москви в Крим сплачувалася 1474—1700. Відомі також регулярні каральні походи Кримського ханства на Москву
Піднесення Московії розпочалося за васалітету Іван III Васильович який підкорив силою, підкупом та знищення місцевої еліти, землі, що оточували Московське князівство: найбільший торговельний центр — Великий Новгород був взятий завдяки черговій війні, організованій в союзі з татарами, головним гаслом якого було: «прінудіть новгородців ставити архієпископів на Москві» (оскільки новгородці послали послів до канонічного Київського митрополита в Київ, центр Русі, щоб той висвятив їм архієпископа), а також Тверське, Ростовське, Ярославське і Рязанське князівства.
Його політику продовжили син Василь III (1505—1533) та онук Іван IV Грозний (1533—1584), а пізніше представники династії Годунових (нащадки золотоордінських князів Четів) (1598 (фактично з 1584)-1605), та династії Романових — Михайло (1613—1645) та Олексій Михайлович (1645—1676).

| В сімнадцятому сторіччі християнської ери, уперше за свою історію, Русь[32] відчула грізний натиск західного світу. Польське військо на цілих два роки (1610—1612) захопило Москву, а незабаром по тому шведський король Густав-Адольф відтіснив Росію від Балтійського моря, заволодівши всім його східним узбережжям, від Фінляндії до північного кордону Польщі, який у ті часи проходив за кілька миль від Риги. Та тільки-но закінчилося сторіччя — як Петро I відповів на західний тиск заснуванням на відвойованій у шведів території Петербурга у 1703 р. і в стилі західних морських держав підняв над Балтійським морем прапор російського військового флоту [33]. |
З арабської мови від «Московія» утворилося існуюче донині в Святій Землі слово «Москубія» (англ. Moskubiya), що позначає присутність російської релігійної місії.

### Перетворення: Московія— Росія
Після перемоги у Велика Північна війна та укладення 10 вересня 1721 р Ништадтського миру, Петро I змінив назву «Московське» на «Всеросійське царство» і проголосив себе Всеросійським імператором, — новий титул якого визнали Прусське королівство та Республіка Об'єднаних провінцій Нідерландів у 1721 році, Шведське королівство у 1723 році, Османська імперія у 1739 році, Королівство Великої Британії та Габсбурзька монархія у 1742 році, Французьке королівство, Королівство Іспанії в 1745 році, Річ Посполита в 1764 році. В основі назви новоутвореної імперії лягла грецька транслітерація слова «Русь»: «Ρωσία» — грецька історична назва України.

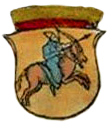
Герб Московії. 1539 рік

Британський історик Норман Дейвіс у власній роботі «Європа. Історія» так описує процес появи етноніму «Росія» у Московії:
Московські князі вийшли з пітьми на сяйливі вершини протягом двох століть після монгольської навали.
- По-перше, поєднуючи звитягу і підкуп, вони підбили під свою руку численні князівства Рюриковичів навколо Володимиро-Суздальської землі. 1364 року вони привласнили собі спадковий титул великих князів Володимирських.
- По-друге, тішачись ласкою хана Золотої Орди, московські князі дістали ярлик, що давав їм право бути головним збирачем данини для татар, вони відповідали за виплати й за борги решти князів. Іван І (правив 1325—1340), відомий як Калита, більшу частину свого князювання провів не в Москві, а в дорозі до Сарая.
- По-третє, щедро обдаровуючи православну церкву, московські князі додали до своєї політичної влади ауру побожності. 1300 р. митрополит Київський переніс свій осідок (резиденцію) із Києва до Володимира над Клязьмою, 1308 р. — до Москви. Монастирі, засновувані в лісових пущах, становили нові осередки торговельної і територіальної експансії.

Московія на той час була par excellence патримоніальною державою, де до князевих підданих та їхнього майна можна було ставитися з абсолютною зневагою. 1327 р. Іван Калита допоміг монголам придушити повстання свого головного суперника — міста Твер на Волзі. Але вже в 1380—1382 рр. князь Дмитро Донськой (правив 1359—1389) уперше кинув виклик військовій могутності монголів. 8 вересня 1380 р. на Куликовому полі він здобув перемогу над ординським темником Мамаєм, що намагався захопити найвищу владу в Орді; і то тільки на те, щоб побачити як легітимний хан Тохтамиш, маючи на меті перешкодити подальшому зростанню могутності московських князів, спалив за два роки Москву. 1408 р. син Дмитра Василь І (правив 1389—1425) спробував не віддавати данину, але поступився, коли монголи обступили облогою Москву. Московити набирали сили, але і далі були васалами. Саме тієї пори московити почали називати свою державу грецьким словом «Росія», що означало «Русь», а себе називали росіянами. Ці московити ніколи не володіли Києвом, проте брак підстав не перешкоджав їм вважати Москву єдиною законною спадкоємицею київських земель. Саме їхня говірка стала основою сучасної російської мови.
| Ще один дивний і досі непомічений вияв перерваності традиції або історичної амнезії можна побачити з тих імен, які московська знать давала своїм дітям. Годі казати про важливість цього акту для будь-якої культури, її символічне значення, культурну зумовленість і підвладність моді. Історичні джерела часів Івана Грозного зберегли імена тисяч чоловіків із вищого класу. За одноманітністю вони нічим не відрізнялися від імен в інших суспільствах. Десяток найпоширеніших імен покривав 70% осіб, а інші траплялися рідко. Найпопулярнішими були імена правителів московської династії — Іван (20%) та Василій (10%). Нічого несподіваного. Що справді дивує, коли дотримуватися традиційних уявлень про цю культуру, то це майже повна відсутність специфічно київських імен. Серед майже трьох тисяч імен у розрядних книгах часів Івана — жодного Ігоря, Святослава, Мстислава, менш як 1% Володимирів й лише три Гліба. Московського придворного часів Івана швидше назвали би Теміром чи Булгаком, аніж Володимиром, Глібом чи Всеволодом [40]. |
Саме той факт, що Росія, отримавши свою назву не раніше XVIII століття, претендувала на історичний спадок Русі, створений на сімсот років раніше, дав підстави Карлу Марксу стверджувати у своїй праці «Викриття дипломатичної історії XVIII століття», що:
| «Колискою Московії було криваве болото монгольського рабства, а не сувора слава епохи норманів, і сучасна Росія — лише метаморфоза Московії»[41]. Оригінальний текст (англ.) «The bloody mire of Mongolian slavery, not the rude glory of the Norman epoch, forms the cradle of Muscovy, and modern Russia is but a metamorphosis of Muscovy». |
При цьому грецькі за походженням назви «Росія» та «російський» «грамотні люди стали вводити до книжної мови» з XVI століття
Нинішні російські історики стверджують, що утворення «рос. Российского государства» завершилося на кінець XV — початок XVI століття

### Сучасність
Після відновлення незалежності України в 1998 році було опубліковано книгу «Украдене ім'я» Євгена Наконечного, в якій автор розвинув ідеї Шелухіна. Крім того, назва «Московія» та «московити», (нарівні з «Моксель») постійно вживаються по відношенню до середньовічної Росії та росіян у книзі історика Володимира Білінського «Країна Моксель, або Московія», за перший том якої він отримав у 2011 році українську національну премію імені Івана Франка (видається Державним комітетом телебачення та радіомовлення України) у номінації «Найкраща наукова робота».
Деякі громадські діячі періодично використовують слово Московія у своїх висловлюваннях. У 2015 році депутаткою Радикальної партії Олега Ляшка Оксаною Корчинською та депутатом Андрієм Лозовим було внесено на розгляд Верховної Ради України законопроєкт про заборону застосування до Росії назви Росія або Русь та використання замість цієї назви Московія.
У грудні 2021 року депутати Рівненської та Львівської обласних рад ухвалили звернення до президента України Володимира Зеленського та Верховної Ради України з вимогою відновити історичну справедливість і використовувати назву Московія замість Росія та Російська Федерація.
23 листопада 2022 року на сайті президента України розміщено петицію, у якій замість Російської Федерації пропонується вживати назву Московська Федерація, а замість Росії — Московія. Також автор петиції наголосив, що офіційна зміна назви держави-терориста — це потужний інформаційний хід на міжнародному рівні.
Постійний представник України в ООН Сергій Кислиця 29 листопада 2022 року закликав українських урядовців та парламентарів ухвалити закон, за яким Україна офіційно називатиме Російську Федерацію Московією. Він навів приклад Угорщини, у якої самоназва Magyarország, проте різними мовами країну називають по різному: в англійській Hungary, в німецькій — Ungarn, у польській — Węgry; та з Австрією: країна має самоназву Österreich, але англійською її називають Austria, а, до прикладу, словацькою — Rakúsko. Наступного дня народний депутат від «ЄС» Микола Княжицький підтримав пропозицію щодо повернення Росії історичної назви Московія на законодавчому рівні.
7 грудня 2022 року Івано-Франківська обласна рада звернулася до президента України і Верховної Ради України із закликом перейменувати Російську Федерацію на Московію на державному, офіційному, громадському рівнях, а також у ЗМІ на території України. Росіян відповідно називати московитами.
14 лютого 2023 року петиція до президента України, яка була опублікована 23 листопада 2022 року, набрала необхідну кількість підписів для розгляду.
10 березня 2023 року петицію було розглянуто президентом України, він зазначив, порушене питання потребує ретельного опрацювання як у площині історико-культурного контексту, так і з огляду на можливі міжнародно-правові наслідки. Володимир Зеленський також повідомив, що звернувся до прем'єр-міністра Дениса Шмигаля з проханням разом з науковими установами комплексно опрацювати перейменування. У Російській Федерації на це гостро відреагували, речниця МЗС РФ Марія Захарова виступила з заявою про перетворення України на «анти-Росію», а заступник голови Рада Безпеки Російської Федерації Дмитро Медведєв заговорив про «нацизм» в Україні.
11 березня 2023 року народний депутат, голова парламентського комітету з питань гуманітарної та інформаційної політики Микита Потураєв висловив думку, що питання перейменування Російської Федерації в Україні є не просто іміджевим, воно дуже політично вагоме.
12 березня 2023 року міністр культури та інформаційної політики Олександр Ткаченко зазначив, що ідея зміни в Україні назви Росія на Московію цікава, але потребує додаткової роботи з експертами, щоб мати остаточну історичне підґрунтя для прийняття досить «серйозного рішення». Як він сказав, Росія завжди намагалася повністю заволодіти історичною спадщиною Русі. Процес перейменування Росії потребує широкої комунікаційної підтримки, щоб мотиви рішення зрозуміли насамперед українці.
13 березня 2023 року речник президента РФ Дмитро Пєсков заявив, що Кремль ставиться до пропозиції про перейменування Росії на Московію в Україні «з посмішкою», назвавши це «безглуздим курйозом».
19 травня 2023 року Комітетом майбутнього в Сеймі Литовської Республіки було розпочато дискусію про можливе перейменування Росії на Московію в литовській мові. Поштовхом для цього стало те, що депутати Сейму запропонували перейменувати місто Калінінград на Караляучюс, опісля рішення польської комісії стандартизації географічних назв за межами Польщі, яка рекомендувала називати Калінінград польською назвою Крулевець.

## Картографія
Назва «Московія» на географічних картах з'являється в кінці XV ст. В цей період також з'являються карти де Московію називають Russia (Руссія). До поч. XVIII ст. переважають карти з назвою MOSCOVIA, або з подвійною назвою де московські землі і країна називаються одночасно і MOSCOVIA й Russia. З XVIII ст. назва Russia поступову витісняє назву MOSCOVIA.
Карта Миколи Кузанського 1491 р. під назвою «Tabvla Moderna Sarmatiae Eur.» була опублікована у латинському видавництві «Географії» Птолемея (Argentorari, 1513). Назва Біла Русь на карті означає Московію (Russia Alba sive Moscovia). Лежить ця місцевість на схід від Дніпра (Борисфена). На північ від Білої Русі — DVCATUS MOSCOVIA..
Перша рукописна карта Московії була створена Баттіста Аньєзе в 1525 р. (жовтень). Венеція..
На карті «L'Europe» (Європа) Пітера ван дер Аа 1714 р. теперішня Росія — Московія Європейська та Московія Азійська. На карті цього ж автора 1714 р. «L'Asie / suivant les nouvelles observations de Mess.rs de l'Academie royale des sciences, etc, augmentées de nouveau» (Азія) теперішня Росія — Московія Європейська та Тартарія Московська..
Етнонім «Московія» зображений майже на всіх історичних мапах до перейменування Московського царства в Росію:

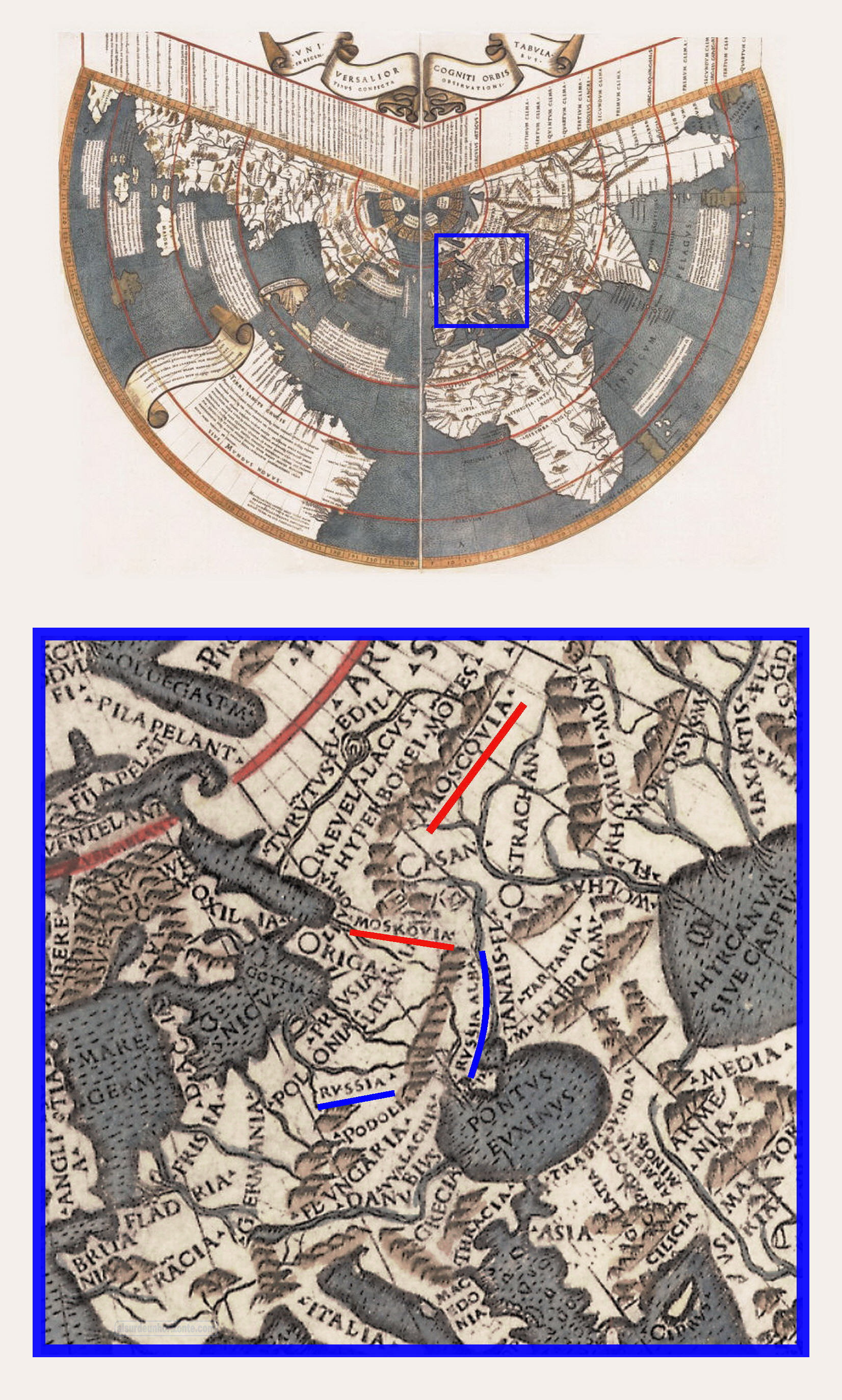
1507 рік, Йоханнес Рюйш, Universalior Cogniti Orbis Tabula...
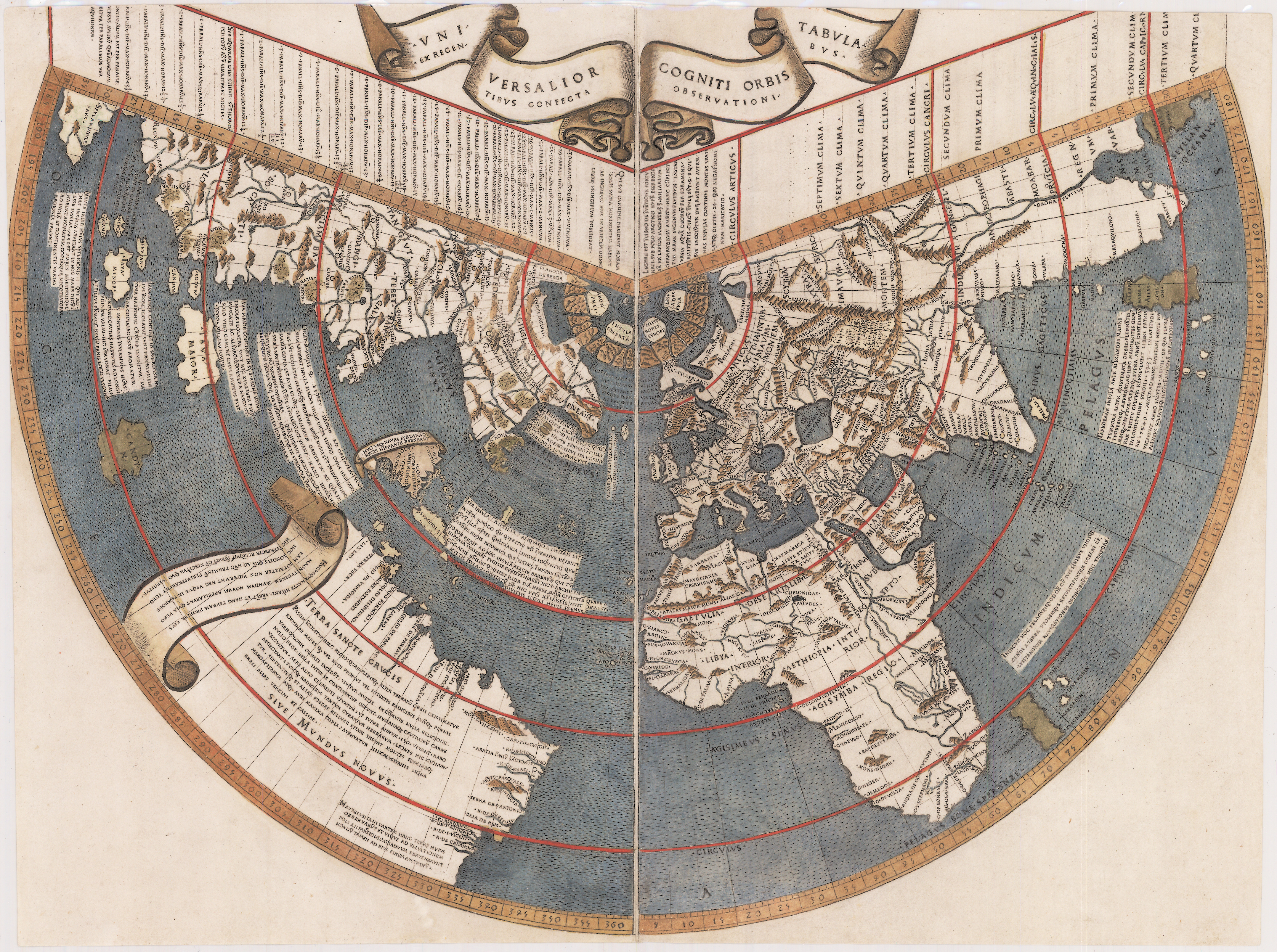
Планісфера Йоханнеса Рюйша
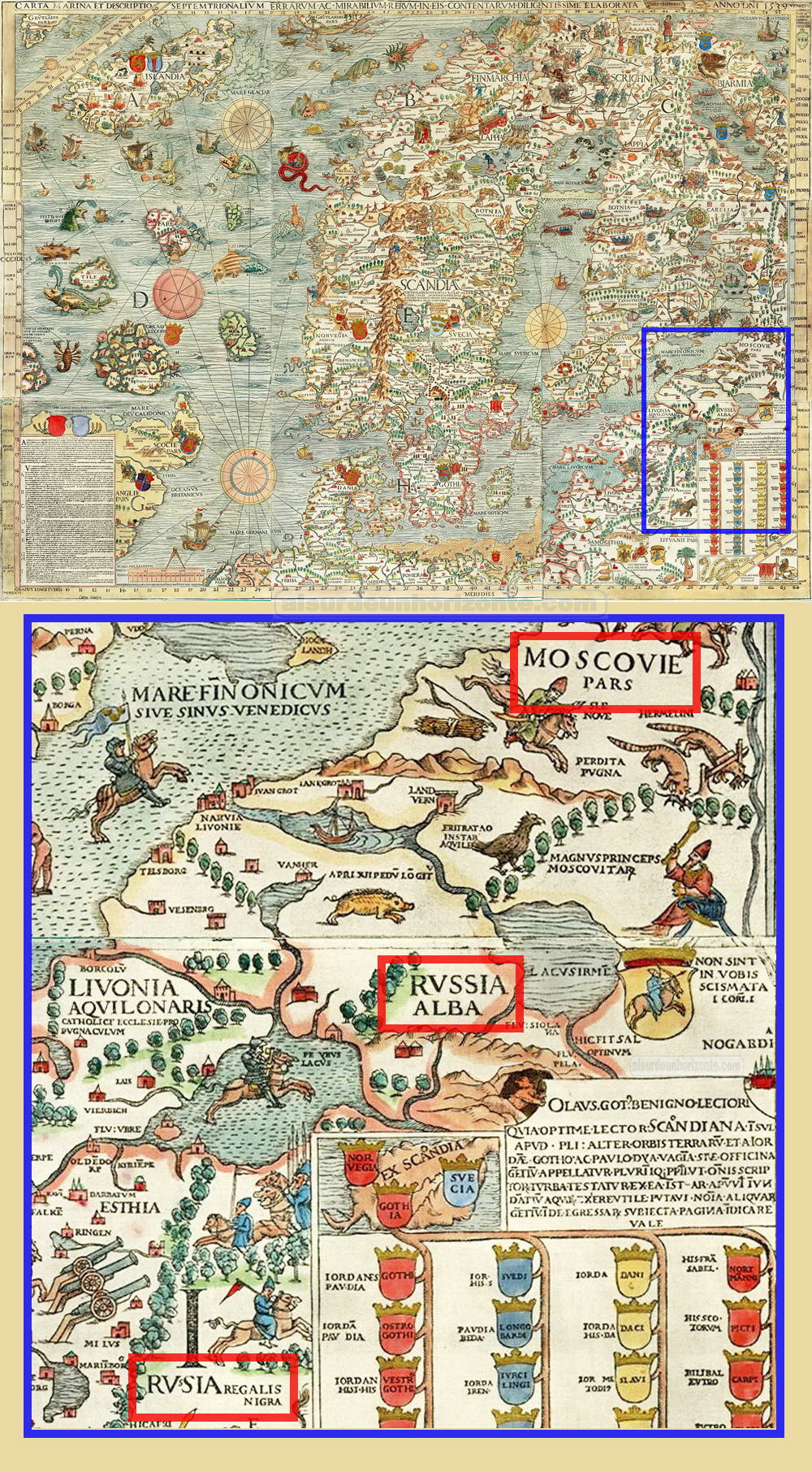
1539 рік, Олаф Магнус, Carta marina
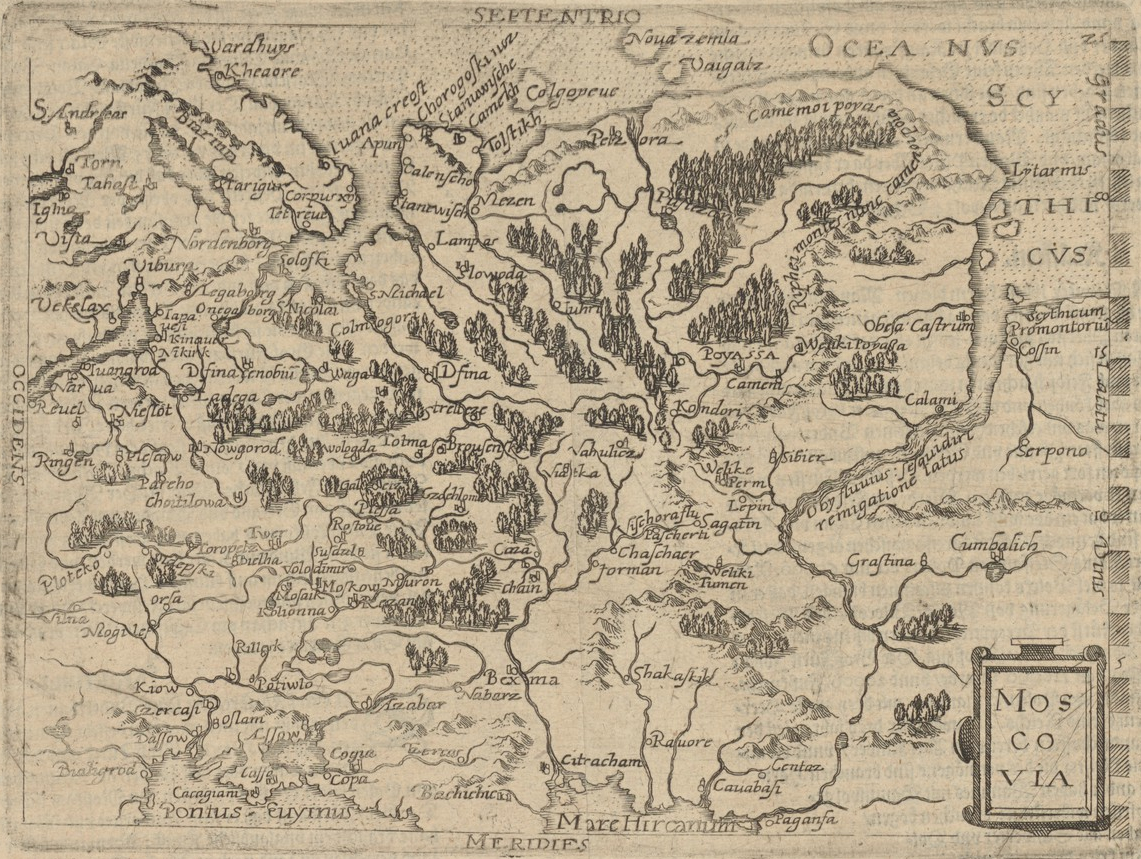
1596 рік, Ламберт Андреа, Moscovia (Московія)
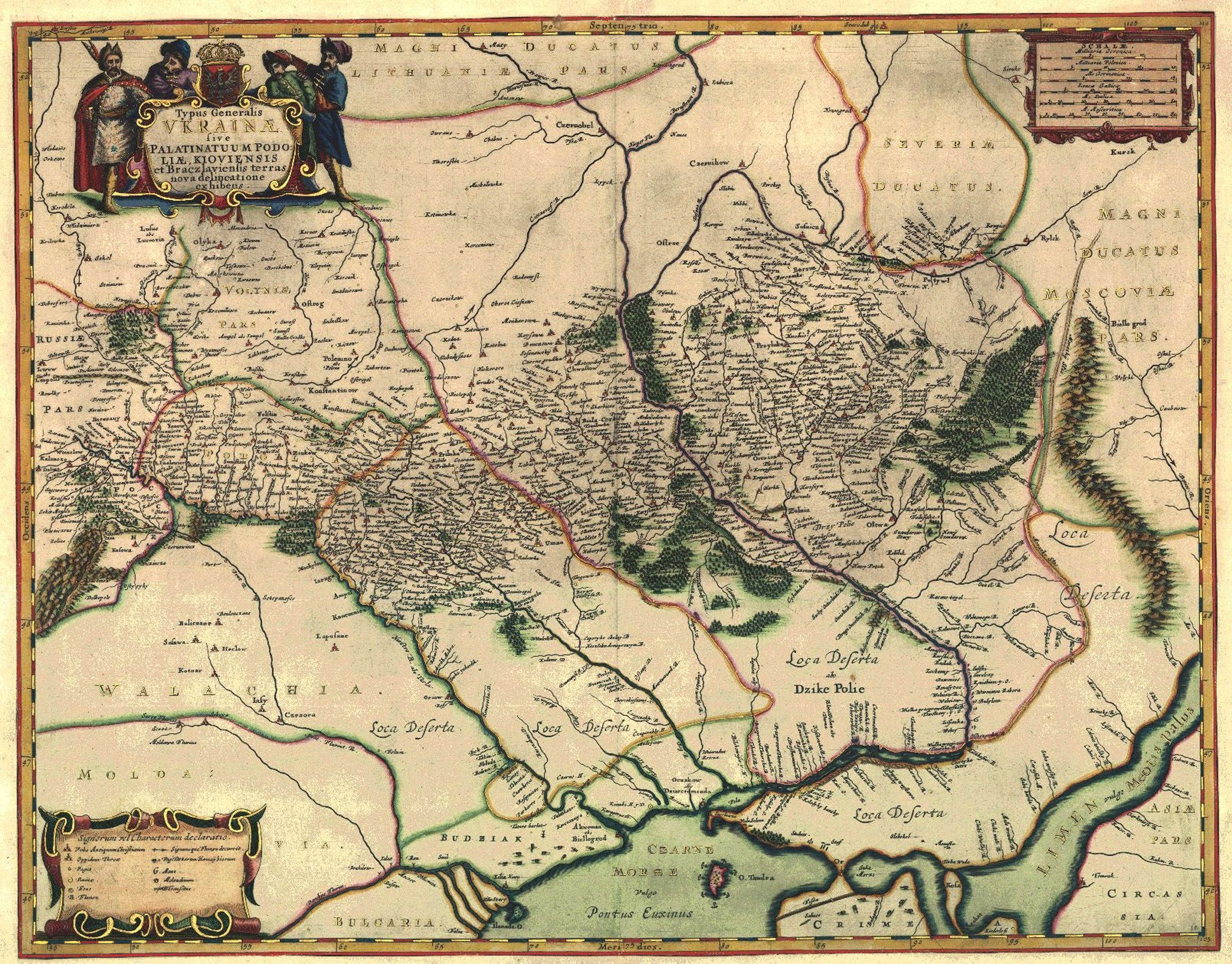
1648 рік, Йоганн Янсоніус, Typus Generalis Vkraine (Генеральний опис України), на сході Moscovia Pars. (Земля Московія).
1674 рік, Ґійом Сансон, …Vkraine ou Pays des Cosaques (Україна — держава козаків), на сході Frontieres de Moscovie (Межі Московії).
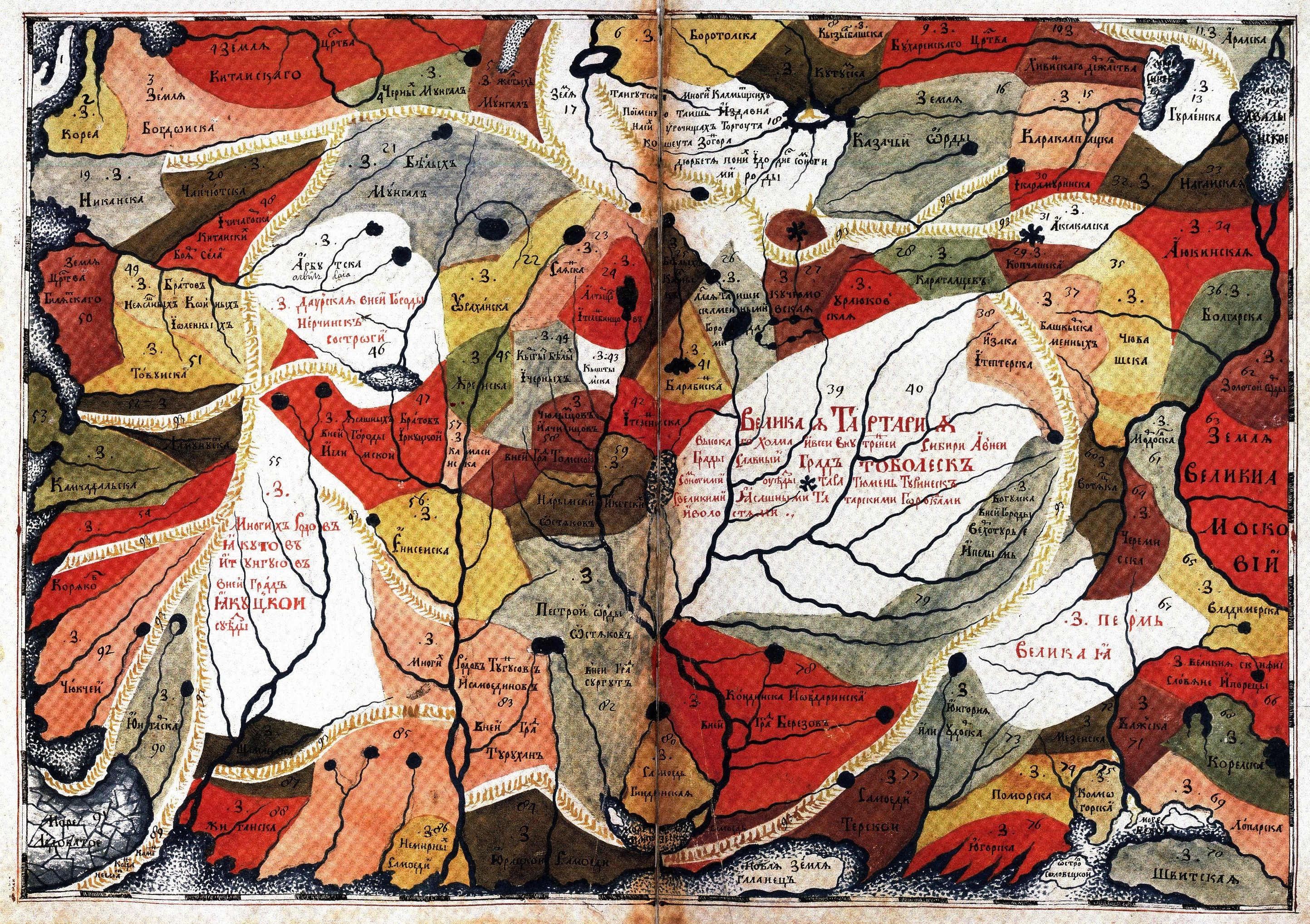
1701 рік, Ремезов Семен, Великая Тартария высокого холма и всей внутренней Сибири (Карта Великої Тартарії та всього внутрішнього Сибіру). На мапі праворуч, найменування московської країни: «Велика Московія».
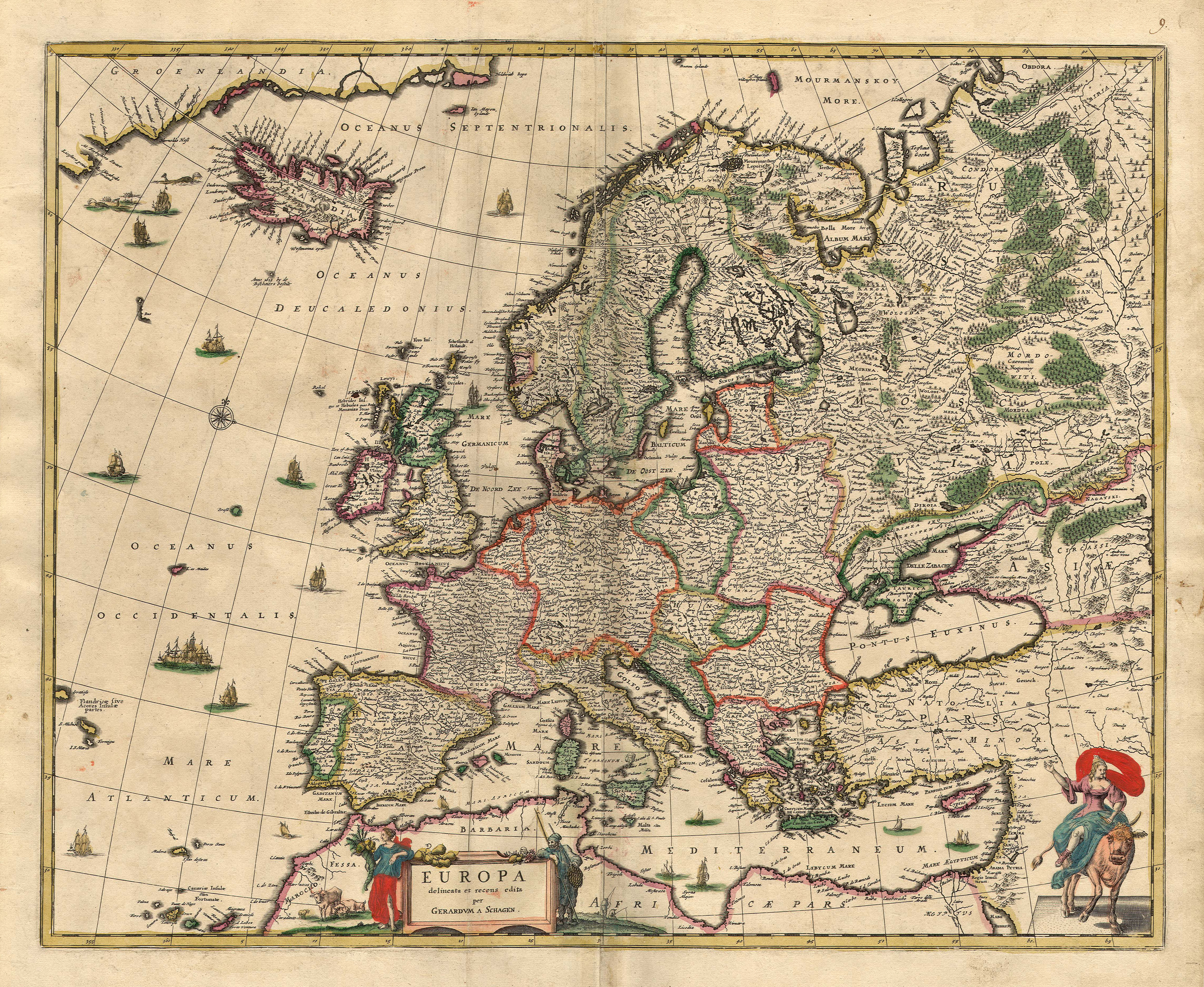
1689 рік, Жерар ван Шеген, Московія на мапі Європи після зради московським керівництвом Переяслівських угод підписаних Б. Хмельницьким.
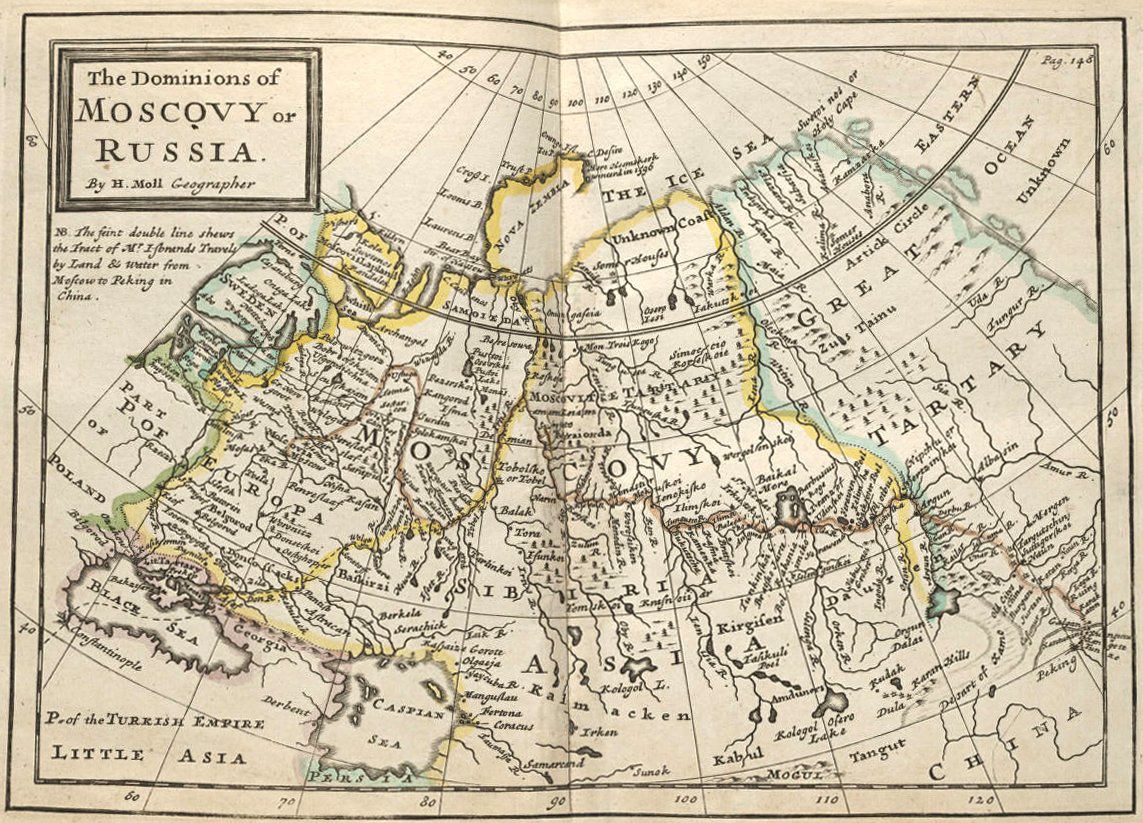
«Володіння Московії або ж Росії». Карта зі збірки Германа Молла «Twenty four new and accurate maps of the several parts of Europe». Лондон, 1715?

## Монети

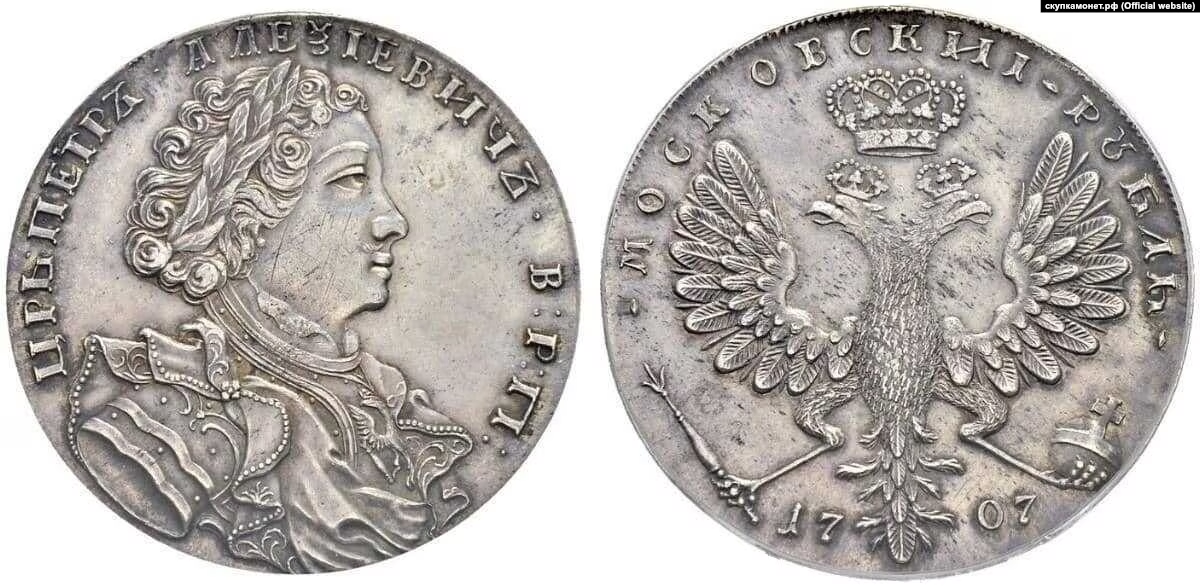
Монета 1707 року із зображенням тодішнього царя Петра I, правителя Московського царства. На аверсі монети напис: «московський рубль»

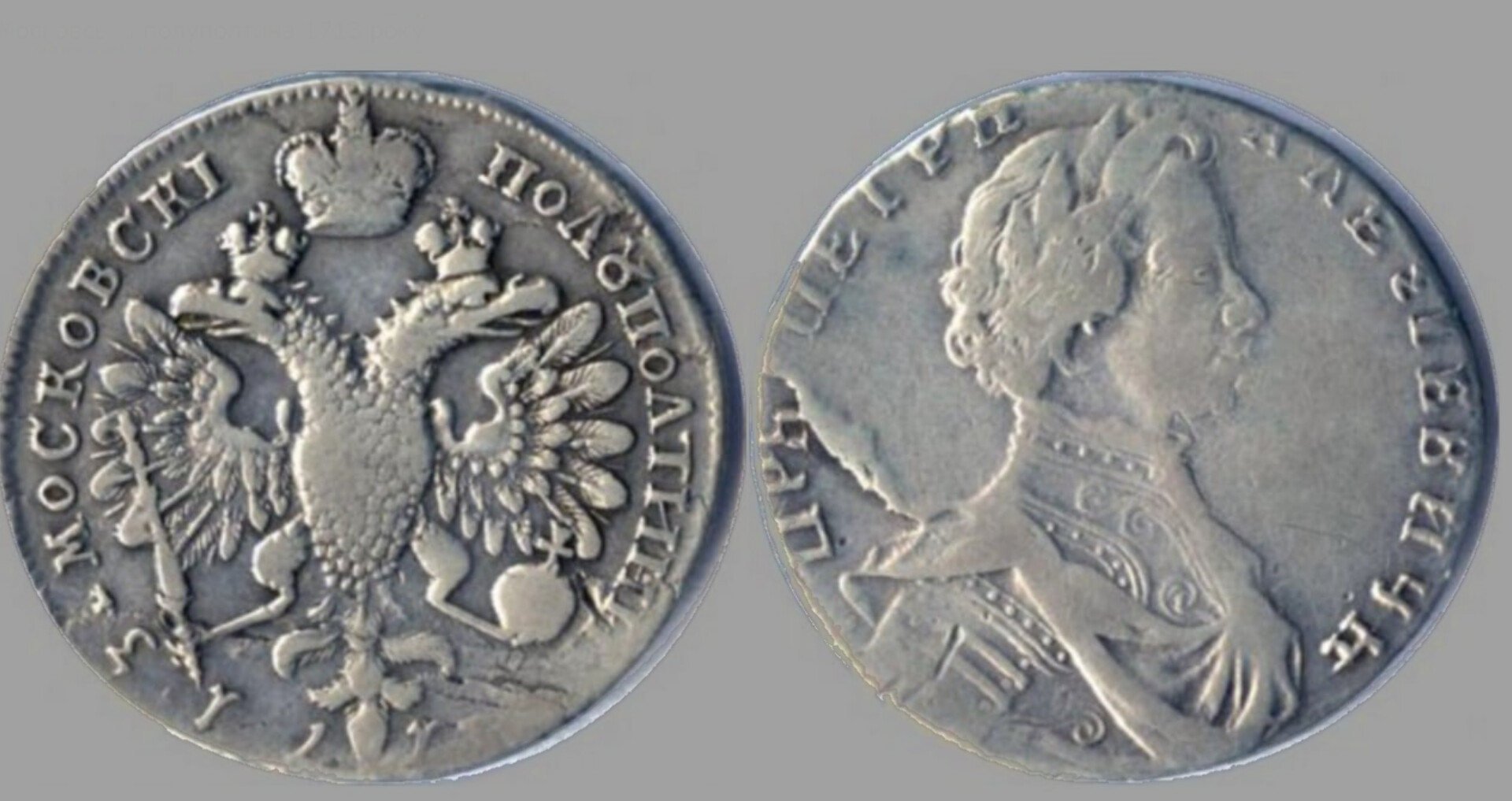
Московська монета 1713 року, також з Петром першим на аверсі, на реверсі написано «Московський полуполтинник»

## Вживання
Російський історик Сергій Соловйов вживав назву Московія щодо Московської держави 17 ст.
Наприклад, М. Булгаков писав: 
|  | Добра пані, існує далека країна, ви не знаєте її, це — Московія.. Оригінальний текст (рос.) Добрая госпожа, есть далекая страна, вы не знаете её, это — Московия. |

А у Олександра Солженіцина в книзі «В круге первом», маємо таку згадку:
|  | Для маленького німецького земляцтва, занесеного до позолоченої клітки шарашки у серці дикої безладної Московії, єдиною близькою і зрозумілою тут людиною тільки й був оцей майор супротивної армії, що всю війну сіяв серед них розкол та розвал.. Оригінальний текст (рос.) Для маленького немецкого землячества, занесённого в позолоченную клетку шарашки в сердце дикой беспорядочной Московии, единственным близким и понятным здесь человеком только и был этот майор неприятельской армии, всю войну сеявший среди них раскол и развал. |

## Московія (Московщина) в українських народних піснях
Слово «Московщина» трапилося в тексті різдвяного канту «Мєсяцу із повноє буде» (християнської колядки кантової стилістики), записаного у 2005—2006 роках в селі Осівка на Житомирщині (Україна, колишній Ємільчинський район) від гурту жінок 1930-х років народження у фольклорній експедиції Маргарити Скаженик та Олега Коробова (співробітники Проблемної науково-дослідної лабораторії етномузикології Національної музичної академії України).
Текст цього канту незвичний тим, що історія щасливого порятунку Святого сімейства поєднана з українськими історичними реаліями XVIII—XXI століть:
Єсипе, бери Тройцу-панну, та й вези на чужую страну.
Поки врагі погінуть, московщину розвернуть, пробудеш там.
Єсипе, бери Тройцу-панну, та й вези назад в свою страну,
Бо вже врагі погінулі, московщину розвернули, пробудеш тут.
Московщина тут виступає як образ країни-загарбника, яка несе морок і смерть.

## Назви і самоназви мешканців
- Одна з найуживаніших назв мешканців у латинському варіанті Московії в українському Московщини — є відповідно лат. московити, або слов'янське москвини, москалі, рідко також «крєстьянє», що походить від «християни», а також часто вживається в джерелах — «православні» (російською — «православные»). Існує гіпотеза, що від назви Москва походить екзонім «москаль», який зберігся досі і є дуже поширеним на сьогодні для іронічного позначення сучасних нащадків Московії, хоча ще 100 років тому його вживали повсюдно в Україні як звичайний ендоетнонім, а також на познаку солдата з Московщини.
- Москвити і Мосхи:

а по князю Мосоху, кочевавшему при реке Москве и давшему ей сіе названіе, Москвитами и Мосхами: от чего в последствіи царство их получило название Московскаго и наконец Россійскаго[неавторитетне джерело]